# Élections législatives indiennes de 2004
Les élections législatives indiennes de 2004 ont eu lieu en quatre phases, du 20 avril au 10 mai 2004.
Plus de 670 millions d'électeurs étaient appelés à élire 543 membres de la XIVe Lok Sabha, la chambre basse du Parlement de l'Inde. Les candidats étaient présentés par 220 partis politiques, certains d'importance nationale, d'autres locale.
Le 13 mai, le Bharatiya Janata Party au pouvoir reconnait sa défaite après un bon score inattendu du Congrès national indien. Ce dernier est donc appelé à former un nouveau gouvernement.
La leader du Congrès, Sonia Gandhi, est la dirigeante du parti le plus important dans le nouveau Parlement avec 145 sièges. Elle renonce cependant au poste de Premier ministre sous la pression des partis nationalistes. C'est Manmohan Singh qui est élu à cette fonction le 22 mai 2004.
Sept États ont aussi tenu des élections pour élire leur gouvernement en même temps que les élections nationales.

## Procédure et régime électoral
Les élections se tiennent au scrutin uninominal majoritaire à un tour : les députés sont élus par circonscriptions, à raison d'un député par circonscription. Dans chacune d'entre elles, le candidat ayant rassemblé le plus grand nombre de voix, quel que soit son score, est déclaré élu.
Le nombre d'inscrits par circonscription était d'en moyenne 1,2 million, mais la plus importante circonscription comptait 3,1 millions d'électeurs.
Les élections sont organisées par la Commission électorale indienne. Le scrutin s'est déroulé en cinq phases distinctes :
- le 20 avril dans 141 circonscriptions;
- le 26 avril dans 137 circonscriptions;
- le 5 mai dans 83 circonscriptions;
- le 10 mai dans 182 circonscriptions.

Le dépouillement a eu lieu simultanément dans toutes les circonscriptions le 13 mai. 370 millions des 675 électeurs éligibles ont voté. Les violences pendant les élections ont causé la mort de 48 personnes, soit moins de la moitié du nombre de victimes lors des élections de 1999.

## Contexte politique
Le Premier ministre Atal Behari Vajpayee du Bharatiya Janata Party (BJP) a demandé la dissolution anticipée de la Lok Sabha au Président de l'Inde, comme le lui permet la Constitution, afin de profiter d'une apparente sympathie des électeurs à l'égard de son parti comme semblaient l'indiquer de récentes victoires lors d'élections dans quatre États.

### Alliances pré-électorales
En comparaison des élections précédentes, ce scrutin proposait deux possibilités claires aux électeurs: il s'agissait principalement d'une opposition entre le gouvernement sortant dirigé par le BJP et ses alliés d'un côté, et l'opposition menée par le Congrès national indien et ses alliés de l'autre.
Le BJP a concouru au sein de l'Alliance démocratique nationale (Democratic National Alliance ou NDA), coalition formée à la suite des dernières élections. Cependant, dans certains États le BJP a également conclu des accords de partage des sièges avec des partis régionaux en dehors de la NDA, comme le Telugu Desam Party en Andhra Pradesh et le All India Anna Dravida Munnetra Kazhagam au Tamil Nadu.
De son côté, le Congrès a essayé de former une alliance avant les élections mais sans y parvenir. Le parti de Sonia Gandhi a donc décidé de conclure des accords régionaux dans différents États. Il s'agissait de la première fois que le Congrès concluait de telles alliances.
Les partis de gauche, notamment le Parti communiste d'Inde (marxiste) et le Parti communiste d'Inde, se sont présentés de manière autonomes dans leurs bastions au Bengale-Occidental, au Kerala et au Tripura. Cependant, dans d'autres États comme le Penjab ou l'Andhra Pradesh, ils ont fait alliance avec le Congrès. Au Tamil Nadu, ils ont rejoint la coalition du Dravida Munnetra Kazhagam.
Le Bahujan Samaj Party (BSP) et le Samajwadi Party, deux partis d'Uttar Pradesh, l'État le plus peuplé d'Inde, ont fait campagne de leur côté malgré la tentative du Congrès de former des alliances avec eux.

### Analyse avant les élections
La plupart des commentateurs s'attendaient avant les élections à la reconduction du gouvernement de la NDA. Cette analyse était basée sur des sondages d'opinion et la croissance continue de l'économie enregistrée sous le gouvernement de Atal Behari Vajpayee.
Le BJP adopta d'ailleurs le slogan « India Shining », « l'Inde qui brille », en référence aux succès économiques du gouvernement. Le parti tentait ainsi de changer son image, traditionnellement associée à la droite nationaliste et au concept d'Hindutva. Cependant, les origines étrangères de Sonia Gandhi furent parfois questionnées dans la campagne de la NDA.

## Résultats

Composition politique de la Lok Sabja
UPA (218)
NDA (181)
Front de gauche (59)
Autres (85)

| Partis ou coalitions                     | Partis ou coalitions                     | Votes       | %    | Sièges |
| ---------------------------------------- | ---------------------------------------- | ----------- | ---- | ------ |
|                                          | Alliance progressiste unie (UPA)         | 138 312 337 | 35,4 | 218    |
| Congrès                                  | Congrès                                  | 103 405 272 | 26,7 | 145    |
| Rashtriya Janata Dal                     | Rashtriya Janata Dal                     | 8 613 302   | 2,2  | 21     |
| Dravida Munnetra Kazhagam                | Dravida Munnetra Kazhagam                | 7 064 393   | 1,8  | 16     |
| Nationalist Congress Party               | Nationalist Congress Party               | 6 915 740   | 1,8  | 9      |
| Autres partis de l'UPA                   | Autres partis de l'UPA                   | 12 313 630  | 2,9  | 24     |
|                                          |                                          |             |      |        |
|                                          | Alliance démocratique nationale (NDA)    | 128 931 001 | 33,3 | 181    |
| Bharatiya Janata Party                   | Bharatiya Janata Party                   | 85 866 593  | 22,2 | 138    |
| Janata Dal (United)                      | Janata Dal (United)                      | 9 924 209   | 2,6  | 8      |
| All India Anna Dravida Munnetra Kazhagam | All India Anna Dravida Munnetra Kazhagam | 8 547 014   | 2,2  | 0      |
| Nationalist Trinamool Congress           | Nationalist Trinamool Congress           | 8 047 771   | 2,1  | 2      |
| Shiv Sena                                | Shiv Sena                                | 7 056 075   | 1,8  | 12     |
| Biju Janata Dal                          | Biju Janata Dal                          | 5 084 428   | 1,3  | 11     |
| Autres partis de la NDA                  | Autres partis de la NDA                  | 4 404 911   | 1,1  | 10     |
|                                          |                                          |             |      |        |
|                                          | Front de gauche                          | 30 578 698  | 7,7  | 59     |
| Parti communiste d'Inde (marxiste)       | Parti communiste d'Inde (marxiste)       | 22 061 677  | 5,7  | 43     |
| Parti communiste d'Inde                  | Parti communiste d'Inde                  | 5 434 538   | 1,4  | 10     |
| Autres partis du Front de gauche         | Autres partis du Front de gauche         | 3 082 283   | 0,6  | 6      |
|                                          |                                          |             |      |        |
| Bahujan Samaj Party                      | Bahujan Samaj Party                      | 20 713 468  | 5,3  | 19     |
| Samajwadi Party                          | Samajwadi Party                          | 16 645 356  | 4,3  | 36     |
| Telugu Desam Party                       | Telugu Desam Party                       | 11 844 811  | 3,0  | 5      |
| Janata Dal (Secular)                     | Janata Dal (Secular)                     | 5 732 296   | 1,5  | 3      |
| Autres partis                            | Autres partis                            | 7 044 002   | 1,8  | 14     |
| Indépendants                             | Indépendants                             |             |      | 5      |
|                                          |                                          |             |      |        |
| Total                                    | Total                                    | 387,453,223 |      | 543    |

### Analyse
Alors que les analyses avant les élections pariaient sur une large victoire de la NDA, les sondages sortie des urnes prédisaient un parlement sans majorité. Le Congrès, arrivé en tête à la surprise générale, et que le BJP voyait surtout comme « démodé », a été soutenu par les votants pauvres, ruraux, de basses castes et issus des minorités, c'est-à-dire surtout la population qui n'avait pas bénéficié du boom économique.

## Après les élections
La présidente du Congrès Sonia Gandhi est pressentie pour devenir Première ministre. Elle y renonce finalement à la suite d'une campagne ciblant ses origines étrangères. Elle demande à Manmohan Singh, lui aussi membre du Congrès et ancien ministre des finances, de prendre la tête du gouvernement. Celui-ci est composé de membres de l'Alliance progressiste unie, la coalition qui réunit les principaux alliés du Congrès et dont Sonia Gandhi garde la présidence, et soutenu sans participation par le Front de gauche, le Bahujan Samaj Party, le Samajwadi Party et le Kerala Congress.